# El Hajeb
El Hajeb (arabisch الحاجب; Zentralatlas-Tamazight ⵍⵃⴰⵊⴱ Lḥajb) ist eine Stadt mit ca. 42.000 Einwohnern in der marokkanischen Region Fès-Meknès. Sie ist die Hauptstadt der Provinz El Hajeb.

## Lage und Klima
El Hajeb liegt in den nordwestlichen Ausläufern des Mittleren Atlas in einer Höhe von ca. 1050 m. Nächstgrößere Stadt ist das etwa 35 km (Fahrtstrecke) nordwestlich gelegene Meknès. Die Städte Azrou und Ifrane liegen jeweils nur etwa 37 km südöstlich. Das Klima ist meist warm und trocken; Regen (ca. 350–500 mm/Jahr) fällt überwiegend im Winterhalbjahr.

## Bevölkerung
| Jahr      | 1994   | 2004   | 2014   | 2024   |
| Einwohner | 23.369 | 27.667 | 35.282 | 41.359 |

Mehr als die Hälfte der städtischen Bevölkerung von El Hajeb sind seit den 1970er Jahren aus den umliegenden Landgemeinden (communes rurales) zugewanderte Berber, die vorwiegend als Tagelöhner, Handwerker, Taxifahrer oder Kleingewerbetreibende Arbeit gefunden haben. Die arabisch-stämmige Bevölkerungsminderheit besetzt dagegen die führenden Positionen in Wirtschaft und Verwaltung sowie im Gesundheits- und Bildungswesen. Man spricht in der Regel Marokkanisch-Arabisch.

## Wirtschaft
Die in früheren Zeiten hauptsächlich der Selbstversorgung dienende Landwirtschaft produziert seit der Verbesserung der Verkehrswege seit der französischen Kolonialzeit in erster Linie für die städtischen Märkte. In der Umgebung der Stadt werden Getreide, Gemüse, Oliven und Obst (darunter auch Weintrauben) angebaut. Im internationalen Tourismus spielt die Stadt keine Rolle, doch wohlhabende Marokkaner, die in Fès oder Meknès arbeiten, haben in der Gegend oft ihren Familienwohnsitz oder sogar ein Ferienhaus.

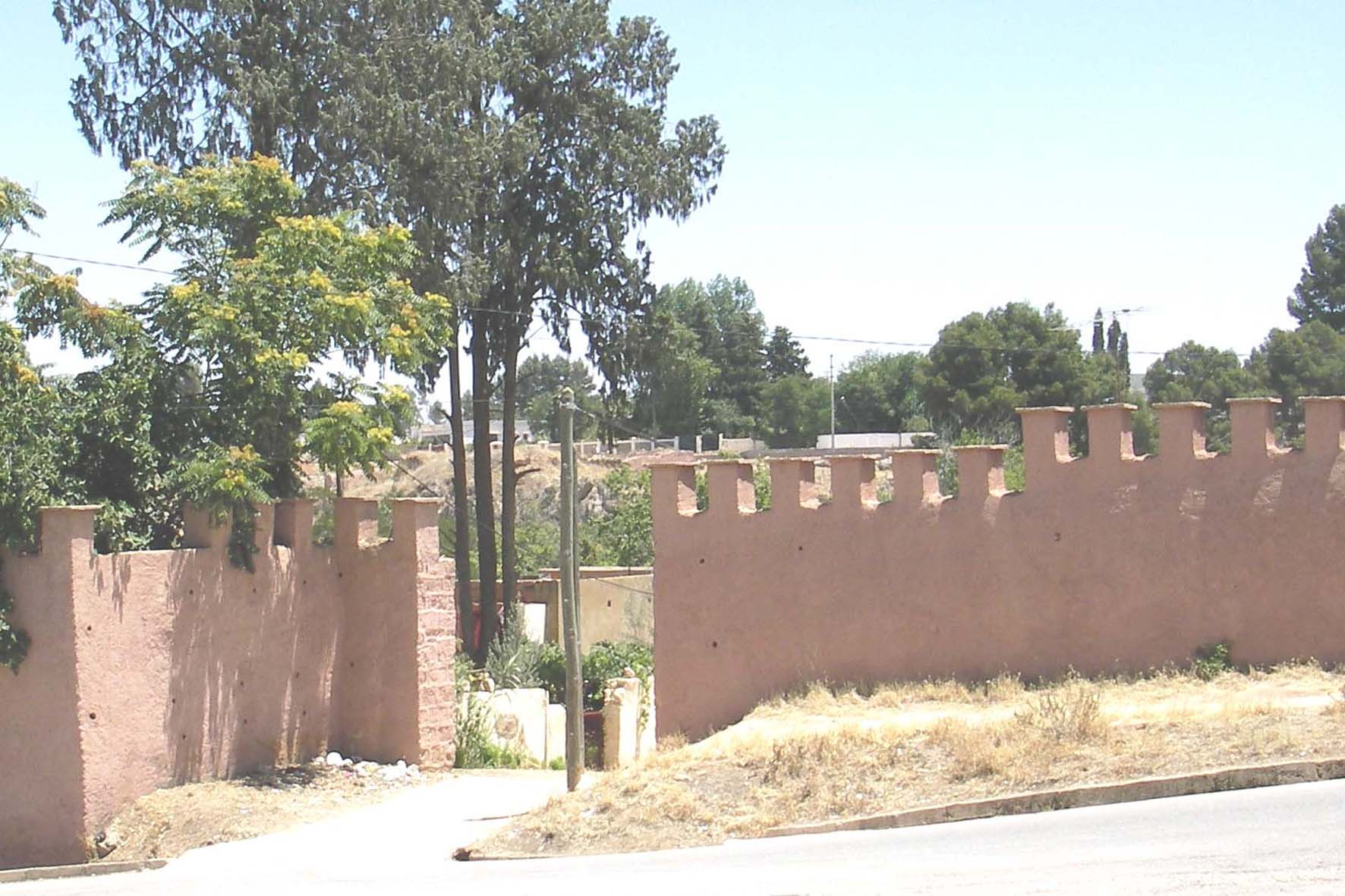
El Hajeb – Kasbah

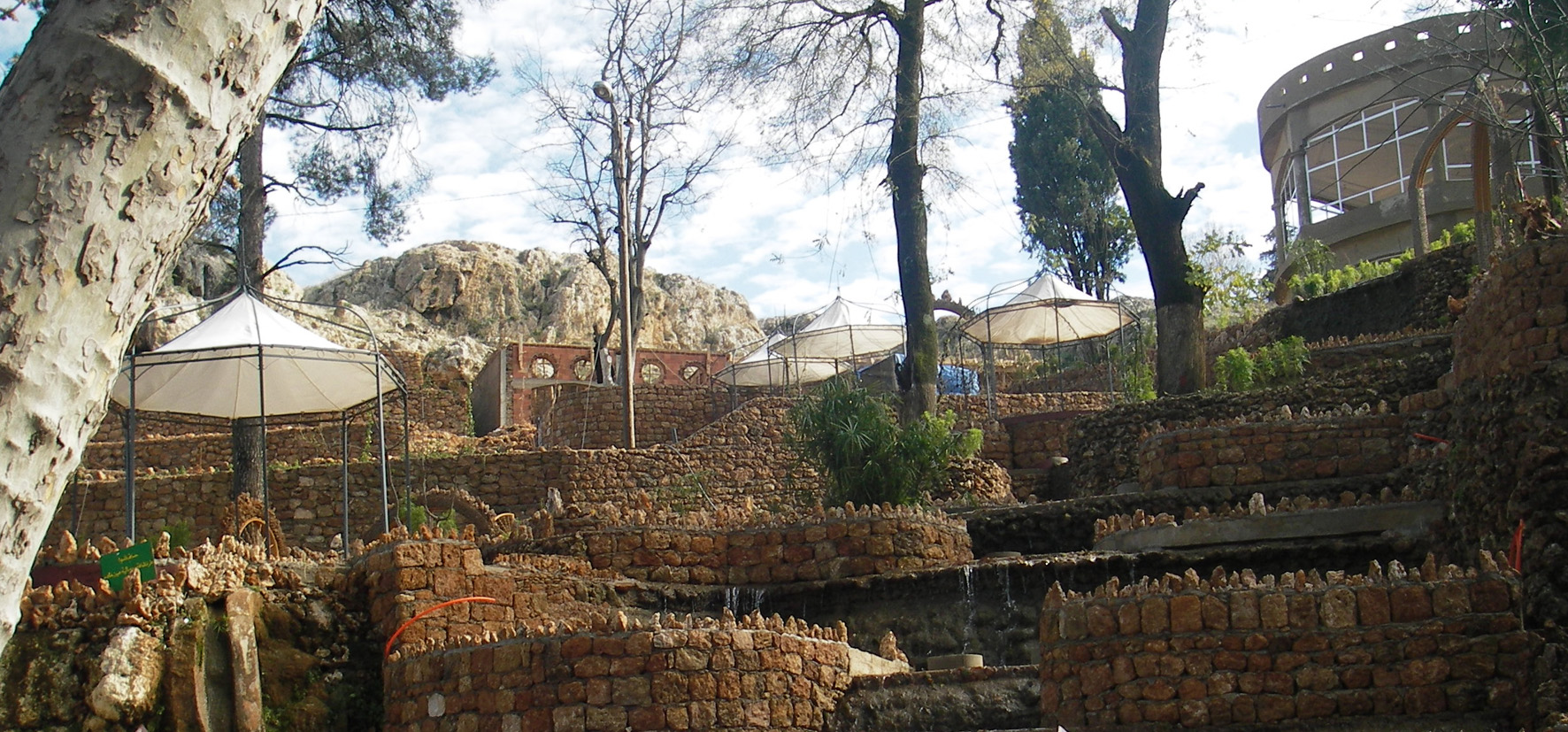
El Hajeb – Quelle und Garten Ain Khadem

## Geschichte
Zur mittelalterlichen Geschichte des Ortes existieren weder schriftliche Aufzeichnungen noch mündliche Überlieferungen. Im 18. Jahrhundert erhielt der Ort eine Festung (kasbah) aus Stampflehm. War El Hajeb noch in den 1950er Jahren nur ein etwa 2000 Einwohner zählender Marktflecken, so ist die Bevölkerung danach beinahe explosionsartig gewachsen. Eine weitere Aufwertung erfuhr die Stadt durch die Schaffung der Provinz (1991), deren Hauptstadt sie wurde.

## Sehenswürdigkeiten
Unterhalb der Bergabhänge (falaises) entspringen im Frühjahr mehrere Quellen – eine davon (Ain Khadem) ist zu einer Attraktion für marokkanische Touristen ausgebaut worden. Nahe der Quelle befinden sich die Ruinen der aus Stampflehm errichteten Festung. Das Ortsbild von El Hajeb ist das einer neuen Stadt mit Häusern, deren Dächer oft – für Marokko völlig untypisch, aber auch in den südöstlich gelegenen Städten Azrou und Ifrane vorkommend – als ziegelgedeckte Satteldächer konstruiert sind. Diese Bauweise geht auf die Sommerresidenzen der französischen Kolonialherren in der ersten Hälfte des 20. Jahrhunderts zurück.